# Cetinski
Cetinski je priimek v Sloveniji, ki ga je po podatkih Statističnega urada Republike Slovenije na dan 1. januarja 2010 uporabljalo 89 oseb in je med vsemi priimki po pogostosti uporabe uvrščen na 4.834. mesto.

## Znani slovenski nosilci priimka
- Aljoša Cetinski, sabljač
- Andrej Cetinski (1921—1977), slovenski partizan, general in narodni heroj
- Urška Cetinski (*1966), novinarka
- Edita Cetinski, novinarka
- Matija Cetinski (1932—2009), pravnik, novinar, profesor, podjetnik, davčni svetovalec
- Andrej Cetinski (*1935), priznani ekonomist, finančni svetovalec, nadzornik
- Edvard Cetinski (1939 - 2018), pedagog, profesor, državni svetnik

## Znani tuji nosilci priimka
- Tony Cetinski (*1969), hrvaški glasbenik in pevec
- Mirko Cetinski, hrvaški pevec po očetu Slovenec izhaja iz Kočevske.